# ISS Pro Evolution
ISS Pro Evolution (World Soccer: Jikkyou Winning Eleven 4 au Japon) est un jeu vidéo de football développé par KCET et édité par Konami en 1999 sur PlayStation.

## Accueil
- Famitsu : 31/40[1]
- Jeuxvideo.com : 19/20[2]
- Gamekult : 9/10[3]